# Tumorszupresszor
A tumorszupresszorok olyan gének vagy fehérjék, amelyek megakadályozzák a sejtek tumorsejtté alakulását. Leginkább a sejtciklus szabályozásban játszanak szerepet. Hibás működésük vagy hiányuk a sejtek mutációjához és kontrollálatlan osztódáshoz, daganathoz vezethet.

## Tumorszupresszorok

### p53
A p53 fehérje stressz, DNS-hibák, túlzott osztódási jel hatására halmozódik fel a sejtekben. Bejut a sejtmagba, itt transzkripciós faktorként működve serkenti a p21 fehérje termelődését, ami a ciklin-dependens kinázok gátlása által a sejtciklus leállítását okozza. Ezen kívül a p53 fehérje apoptózist beindító fehérjék termelését is elősegíti, ezzel elpusztítva a sejtet.

### Retinoblasztóma
A retinoblasztóma (RB) fehérje az E2F fehérjét köti. Az E2F egy transzkripciós faktor, a sejtciklus G1/S átmenetéhez szükséges fehérjék szintézisét serkenti. Az RB inaktív állapotban tartja az E2F-et, amíg különböző ciklin-dependens kinázok nem foszforilálják. A többszörösen foszforilált RB fehérje szabadon engedi az E2F-et, így lehetővé téve a sejtciklus továbbhaladását.

### NF-1
A neurofibromin-1 fehérje a növekedési faktorok és inzulin jelátvitele során aktiválódó Ras fehérje inaktivációját serkenti annak GTPáz aktivitásának serkentésével. Az NF-1 funkcióvesztésekor a Ras tovább aktív marad, így fokozottan fenntartja a sejtben a túlélési és osztódási jelet.